# Кристалл (хоккейный клуб, Электросталь)
«Кристалл» — хоккейная команда из города Электросталь. Основана в 1949 году. Выступала также под названиями «Химик», «Клуб и ДК им. К. Маркса», «Команда г. Электростали», СК «Электросталь», «Кристалл», «Элемаш». Прекратила существование в 2014 году.

## История
На чемпионате РСФСР 1949/1950 г. Электростальцы завоевали первое место.
В сезонах 1950/51 и 1951/52 подмосковная команда повторила этот успех.
В 1952 году Электростальцы были включены в состав класса «А» всесоюзного первенства и в течение 12-ти сезонов (с 1952 по 1964 г.) представляли город в высшем хоккейном эшелоне. В эти годы, выступая вместе с такими командами отечественного хоккея, как «Спартак», «Динамо», ЦСКА, «Крылья Советов», команда совсем не выглядела новичком и входила в шестерку лучших команд страны. Лучший результат в чемпионатах СССР среди коллективов высшей лиги — пятое место, был показан в 1954 году.
С 2000 года подмосковная команда начала выступать в высшей лиге первенства России. Привлечены спонсоры и рекламодатели. Подписан договор о спонсорстве на 2 года с представителем ресторанного бизнеса.
В 2008 году клуб занял последнее место в высшей лиге и вылетел в первую лигу.
Сезон 2009/10 команда провела в первой лиге. В составе команды были в основном молодые ребята — воспитанники клуба, усиленные опытным хоккеистом, немало поигравшем в Суперлиге и КХЛ Василием Чистоклетовым. Возглавил команду Мариничев В. В., который ранее добивался успеха с Электростальским клубом. В итоге команда уступила лишь в финале Первой лиги куда более опытному и мастеровитому ХК «Белгород».
В сезоне 2010/11 ХК «Кристалл» принимал участие в первой лиге. В регулярном чемпионате хоккеисты заняли 8-е место и в следующий этап соревнований плей-офф попали на игру с ХК «Липецк», занимавшим первую строчку. В упорнейшем 5-матчевом противоборстве липчане оказались сильнее.
В межсезонье 2011/12 в клубе произошла смена генерального директора. Вместо В. Субботина был назначен амбициозный Василий Нарзяев. У команды появились инвесторы. Цель, поставленная перед командой — первое место.
В межсезонье 2013/14 в клубе произошла очередная смена Генерального директора. Вместо Василия Нарзяева в сентябре на пост Директора клуба был назначен Шафетдинов Денис Исхакович. Была поставлена задача на омоложение клуба и на переход в МХЛ.
В сезоне 2014/15 ХК «Кристалл» заявился в МХЛ-Б, основу команды составили воспитанники СДЮШОР «Кристалл».
Сезон 2015/16 команда собиралась провести в МХЛ-Б, однако за 3 дня до старта соревнований руководство объявило о роспуске команды и снятии с соревнований (официальная версия — ремонт городского ледового дворца спорта «Кристалл»)

## Достижения

### Чемпионат РСФСР по хоккею с шайбой
- Чемпион (5) — 1950, 1951,1952, 1972, 1977

### Кубок РСФСР по хоккею с шайбой
- Обладатель — 1952
- Финалист (2) — 1951, 1974

## Известные воспитанники
В Электростали начинали свой спортивный путь:
- многократный чемпион СССР, олимпийский чемпион 1968 года, чемпион мира и Европы 1965, 1966 и 1968 годов, заслуженный мастер спорта Анатолий Ионов
- чемпион мира и Европы 1963 года, лучший снайпер страны 1961 года, заслуженный мастер спорта Юрий Парамошкин
- трёхкратный чемпион Европы 1957, 1958 и 1958 годов вратарь Евгений Ёркин
- нападающий — чемпион Европы Виктор Пряжников
- нападающий, чемпион мира среди молодёжных команд 2002 Александр Суглобов
- нападающий, чемпион мира 2009 и 2012 Николай Жердев
- защитник, чемпион мира 2008 и 2009 Виталий Прошкин
- вратарь, чемпион мира среди молодёжных команд 2011 Дмитрий Шикин

В Электростали сформировался как тренер Николай Эпштейн.

## Главные тренеры
- 1949—1951 — Валентин Васильевич Лютиков
- 1951—1952 — Дмитрий Васильевич Рыжков
- 1952—1953 — Николай Семёнович Эпштейн
- 1953—1955 — Анатолий Владимирович Сеглин
- 1955—1956 — Валентин Васильевич Лютиков
- 1956—1958 — Дмитрий Васильевич Рыжков
- 1958—1964 — Николай Владимирович Нилов
- 1964—1968 — Виктор Григорьевич Шувалов
- 1968—1970 — ?
- 1970—1971 — Анатолий Фёдорович Пронкин
- 1971—1972 — ?
- 1972—1973 — Юрий Георгиевич Парамошкин
- 1973—1978 — ?
- 1978—1979 — Анатолий Семёнович Ионов
- 1979—1982 — ?
- 1982—1983 — Игорь Иванович Степанов
- 1983—1984 — Станислав Алексеевич Ильин
- 1984—1990 — Валентин Михайлович Григорьев
- 1990—1991 — Николай Николаевич Стаканов
- 1991—1992 — Владимир Владимирович Андреев
- 1992—1997 — Владимир Витальевич Мариничев
- 1997—1998 — Сергей Алексеевич Сальников
- 1998—1999 — Александр Петрович Зачёсов
- 1999—2000 — Владимир Витальевич Мариничев
- 2000—2001 — Сергей Валерьевич Карый
- 2001—2002 — Равиль Искандерович Исхаков
- 2002—2003 — Владимир Витальевич Мариничев
- 2003—2003 — Юрий Николаевич Бубнов
- 2003—2004 — Сергей Александрович Борисов
- 2004—2005 — Александр Петрович Зачёсов
- 2005—2006 — Владимир Витальевич Мариничев
- 2006—2007 — Андрей Борисович Михайлов
- 2007—2008 — Константин Николаевич Фролов
- 2008—2009 — Виктор Петрович Соколов
- 2009—2012 — Владимир Витальевич Мариничев
- 2012—2014 — Вадим Юрьевич Мусатов
- 2014—2015 — Дмитрий Сергеевич Вершинин
- 2015—2015 — Вадим Юрьевич Мусатов

## Арена
Домашней ареной ХК «Кристалл» является Ледовый дворец спорта «Кристалл», который вмещает 3500 зрителей. Ледовый дворец находится по адресу: г. Электросталь, ул. Радио, д. 3.